# Hirotaka Mita
Hirotaka Mita (三田 啓貴 Mita Hirotaka?, Setagaya, Tokio, 14 de septiembre de 1990) es un futbolista japonés que juega como centrocampista en la U. D. Oliveirense de la Segunda División de Portugal.

## Trayectoria

### Clubes
| Club              | País     | Año       |
| ----------------- | -------- | --------- |
| F. C. Tokyo       | Japón    | 2012-2015 |
| Vegalta Sendai    | Japón    | 2016-2017 |
| Vissel Kobe       | Japón    | 2018-2019 |
| F. C. Tokyo       | Japón    | 2019-2022 |
| Yokohama FC       | Japón    | 2023-2024 |
| U. D. Oliveirense | Portugal | 2025-     |

## Palmarés

### Títulos nacionales
| Título         | Club        | País  | Año  |
| -------------- | ----------- | ----- | ---- |
| Copa J. League | F. C. Tokyo | Japón | 2020 |